# Gronowo (powiat braniewski)
Gronowo (niem. Grunau) – wieś w Polsce, położona w województwie warmińsko-mazurskim, w powiecie braniewskim, w gminie Braniewo, przy drodze krajowej nr .
W latach 1975–1998 wieś administracyjnie należała do województwa elbląskiego.
| SIMC    | Nazwa  | Rodzaj  |
| ------- | ------ | ------- |
| 0148375 | Kalina | kolonia |

## Przejście graniczne
W Gronowie stacjonowała Strażnica WOP Gronowo.
Ok. półtora kilometra na północ od centrum wsi znajduje się drogowe przejście graniczne z Rosją. 